# Eye of the Beholder (Chick Corea Elektric Band)
Eye of the Beholder è un album discografico del gruppo musicale statunitense Chick Corea Elektric Band, pubblicato nel 1988 dalla GRP Records.

## Tracce
1. Home Universe – 2:43
2. Eternal Child – 4:51
3. Forgotten Past – 2:58
4. Passage – 4:55
5. Beauty – 7:55
6. Cascade - Part I – 1:53
7. Cascade - Part II – 5:18
8. Trance Dance – 5:50
9. Eye of the Beholder – 6:38
10. Ezinda – 6:54
11. Amnesia – 3:26